# Америкус (Канзас)
Америкус (англ. Americus) — місто (англ. city) в США, в окрузі Лайон штату Канзас. Населення — 776 осіб (2020).

## Географія
Америкус розташований за координатами 38°30′23″ пн. ш. 96°15′41″ зх. д. / 38.50639° пн. ш. 96.26139° зх. д. (38.506385, -96.261282).  За даними Бюро перепису населення США в 2010 році місто мало площу 2,92 км², з яких 2,89 км² — суходіл та 0,03 км² — водойми.

## Демографія
Згідно з переписом 2010 року, у місті мешкали 894 особи в 354 домогосподарствах у складі 251 родини. Густота населення становила 306 осіб/км².  Було 386 помешкань (132/км²).
Расовий склад населення:
| - 96,2 % — білих - 0,2 % — корінних американців - 0,1 % — азіатів |

До двох чи більше рас належало 2,9 %. Частка іспаномовних становила 4,1 % від усіх жителів.
За віковим діапазоном населення розподілялося таким чином: 27,4 % — особи молодші 18 років, 60,4 % — особи у віці 18—64 років, 12,2 % — особи у віці 65 років та старші. Медіана віку мешканця становила 38,0 року. На 100 осіб жіночої статі у місті припадало 91,8 чоловіків;  на 100 жінок у віці від 18 років та старших — 93,7 чоловіків також старших 18 років.
Середній дохід на одне домашнє господарство  становив 53 023 долари США (медіана — 40 455), а середній дохід на одну сім'ю — 65 140 доларів (медіана — 60 625). Медіана доходів становила 44 375 доларів для чоловіків та 30 913 долари для жінок. За межею бідності перебувало 11,2 % осіб, у тому числі 16,0 % дітей у віці до 18 років та 2,0 % осіб у віці 65 років та старших.
Цивільне працевлаштоване населення становило 461 осіб. Основні галузі зайнятості: освіта, охорона здоров'я та соціальна допомога — 24,5 %, виробництво — 20,6 %, роздрібна торгівля — 11,9 %, будівництво — 9,1 %.